# Voorval van anoxie
Een oceanisch voorval van anoxie of voorval van anoxie is van een gebrek aan opgelost zuurstof onder het zeewateroppervlak in de wereldoceanen. Er zijn al miljoenen jaren geen voorvallen van anoxie geweest, maar geologische data laten zien dat ze wel degelijk hebben plaatsgevonden. Voorvallen van anoxie hebben mogelijk massale uitstervingen veroorzaakt.